# كارلا روز
كارلا روز (26 سبتمبر 1991 - ) (بالإسبانية: Carla Ruz)‏ هي لاعبة كرة طائرة تشيلي.